# Operacja Musztarak
Operacja Musztarak (z perskiego: „Wspólnie”) – operacja wojskowa sił afgańskich i międzynarodowych sojuszu ISAF przeciwko afgańskim talibom w prowincji Helmand rozpoczęta 13 lutego 2010 roku. Walki koncentrują się w dystryktach Nad Ali i Laszkargah, a głównym celem operacji jest odbicie miasta Mardża (spotykana też nazwa Mardżeh) z rąk talibskich. Do walk przeciwko ok. 2000 rebeliantom przystąpiło ok. 15000 żołnierzy koalicji. Jest to największa operacja wojsk międzynarodowych w Afganistanie od 2001 roku.

## Geneza
Miasto Mardża jest ostatnim największym i najważniejszym kontrolowanym miastem przez talibskich rebeliantów. Miasto okalają ogromne terytoria pól na którym uprawia się mak, wykorzystywany do produkcji opium. Talibowie miasto zdobyli w 2007 roku i stworzyli tam własną administrację i sądy, zorganizowali też ogromne fabryki min i innych rodzajów broni.
W 2009 roku w prowincji Helmand przeprowadzono kilka wielkich operacji, które na celu miały zwiększyć bezpieczeństwo w prowincji podczas wyborów w Afganistanie. Jednak ich skutek militarny był mierny, bowiem rebelia talibska nie została poważnie zachwiana.

## Operacja

### 13 lutego
Walki rozpoczęły się w sobotę 13 lutego ok. 2:00 (ok. 22:30, 12 lutego czasu polskiego). W operację pod kryptonimem Musztarak (Wspólnie) zaangażowanych było 15 tys. żołnierzy alianckich, na których składali się Amerykanie, Brytyjczycy, Kanadyjczycy i Afgańczycy, wspomagani przez oddziały australijskie, francuskie, duńskie i estońskie. Talibowie zapowiedzieli, iż do obrony wysłali 2 tys. bojowników. Większość żołnierzy stanowili amerykańscy marines, a także jednostki specjalne m.in. Delta i brytyjski SAS. Główne przygotowania i przegrupowania wojsk trwały trzy tygodnie.
Przed rozpoczęciem walk na miasto zrzucono ulotki, które instruowały, jak zachować się podczas momentów zagrożenia oraz przekazywały by nie dawać schronienia talibskim rebeliantom i namawiały do opuszczenia miasta. Skierowany był w nich apel do samych talibów, których namawiano do złożenia broni.
Tuż przed rozpoczęciem walk prezydent Afganistanu Hamid Karzaj dał talibom 24 godziny na złożenie broni.
Wojska amerykańskie i afgańskie rozpoczęły operację po godzinie 2:00 w nocy. Armie brytyjskie i kanadyjskie drogą powietrzną skierowały się do Laszkargah i Nad Ali. W walkach pod Nad Ali użyto czołgów, na miejscu działali także saperzy, wykorzystujący jednostki inżynieryjne. Pomiędzy 2:00 a 3:00 zajęto kanał rzeczny okalający Nad Ali.
Pierwsze talibskie ofiary zostały spowodowane przez atak z powietrza bezpilotowych samolotów Predator i śmigłowców Boeing AH-64 Apache.
O 2:25 jeden ze śmigłowców Chinook uległ wypadkowi podczas podchodzenia do lądowania. Po pół godziny od rozpoczęcia operacji, siły powietrzne zabezpieczyły kilkadziesiąt dogodnych miejsc do lądowania jednostek powietrznych.

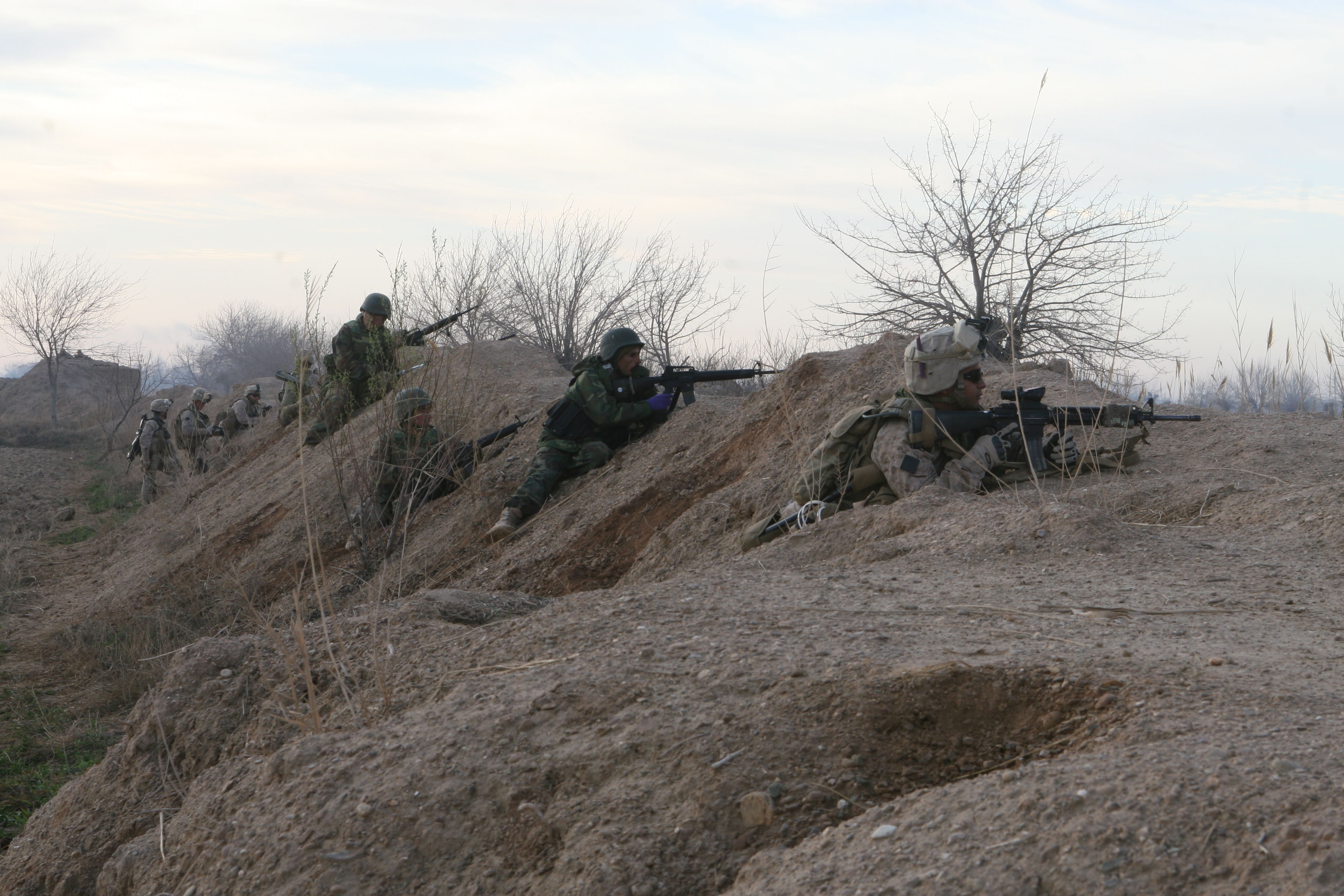
Batalion Marines pod Mardżą rankiem 13 lutego

Pierwsi marines zaatakowali miasto Mardża tuż przed 4 rano. Atak nastąpił od południowej części miasta po desancie z 11 śmigłowców Chinook, czterech Black Hawk, ośmiu Apache oraz trzech Merlin i czterech Griffin. Łącznie w desancie udział brało 30 jednostek powietrznych Po 90 minutach od ataku, 1000 Marines doczekali się wsparcia kolejnych wojsk po lądowaniu śmigłowca CH-53 Super Stallion.
W czasie desantu pod Mardżą, z Camp Bastion wystartował śmigłowiec Chinook z 1. Batalionem wojsk brytyjskich i wylądował pod inną twierdzą talibów – Showal.
Podczas pierwszego militarnego kontaktu, rebelianci ostrzelali sprzymierzonych z bazaru w mieście Mardża. Następnie siły ISAF wystrzeliły w stronę linii umocnień talibów co najmniej cztery rakiety. Dla uzyskania wsparcia wezwano dwa samoloty myśliwsko-szturmowe Harrier, które ostrzelały pozycje przeciwnika z broni pokładowej. Kilka godzin później na tym samym obszarze dochodziło do regularnej wymiany ognia, jednak opór talibów był minimalny. Po pierwszych godzinach walk, poinformowano, że zajęto 11 kluczowych miejsc w mieście, a opór powstańców jest tłumiony.
Na oddziały szturmowe czekały liczne umocnienia talibskie, takie jak wykopane rowy, czy zaminowane drogi improwizowanymi ładunkami wybuchowymi. Marines aby wejść do miasta używali przenośnych mostów nad kanałami rzecznymi. Do usuwania min użyto pojazdów  Assault Breacher.
Wojska koalicji z powietrza stale wspierało 60 śmigłowców. Pierwszego dnia w bitwie zginęło co najmniej 27 talibów, 11 aresztowano. Przechwycono też granaty, a także ciężką broń maszynową. W trakcie pierwszego dnia ofensywy w wyniku kontaktu ogniowego pod Mardżą zginął amerykański żołnierz.
Natomiast w Nad Ali pod pojazdem żołnierzy brytyjskich wybuchł inny fugas. Eksplozja spowodowała śmierć jednego żołnierza.
Talibowie wieczorem 13 lutego przyznali, że cofali się przed natarciem wojsk natowskich, jednak było to podyktowane, jak zapewniali troską chronienia cywili. Zapowiedzieli wówczas stawianie dalszego oporu.

### 14 lutego

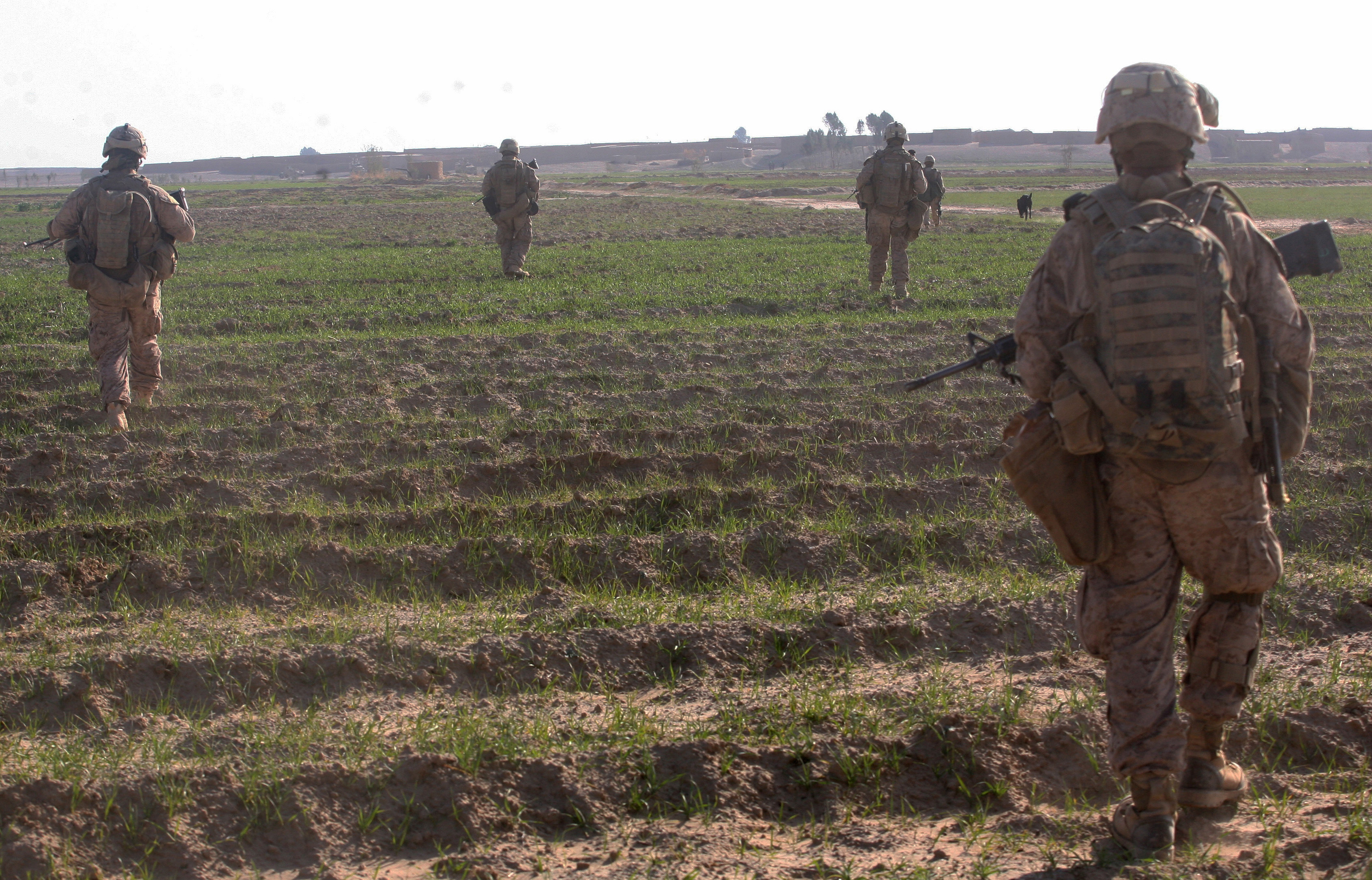
Amerykańscy żołnierze na przedpolach Mardży 14 lutego

Rankiem 14 lutego dochodziło do wymiany ognia na linii walk. Opór talibów według relacji wojsk sprzymierzonych był wówczas intensywny, ale sporadyczny, w wyniku czego ofensywa nieco zwolniła. Wpływ na to miały także wszechobecne miny-pułapki. Po zajęciu strategicznych miejsc w Mardży – skrzyżowań, budynków rządowych, bazarów, rozpoczęła się akcja poszukiwań rebeliantów w domach cywilnych. Miejskie drogi były ciągle rozminowywane.
Australijski dziennik Herald Sun stwierdził, iż Mardża jest światowym centrum produkcji opium.
W jednym z nalotów wykonanych w ramach operacji, zginęło 12 cywilów. Dowódca sił ISAF Stanley McChrystal, wydał oświadczenie w którym wyraził ubolewanie z zaistniałej sytuacji oraz zapewnił, iż wojska biorące udział w ofensywie będą unikać ofiar cywilnych. W wyniku podjętego śledztwa okazało się, że rakiety zboczyły z kursu o 300 metrów.
W drugim dniu operacji wojsk brytyjskie weszły do miasta Showal, które było pod kontrolą talibów przez dwa lata. Następnie przechwycono fabryki do produkcji bomb, a także 17 ton opium, 74 ton nasion opium i spore ilości haszyszu i heroiny. Żołnierze wykryli także 5500 kg materiałów wybuchowych.
Po dwóch dniach ofensywy zginęło 35 talibskich rebeliantów.

### 15 lutego

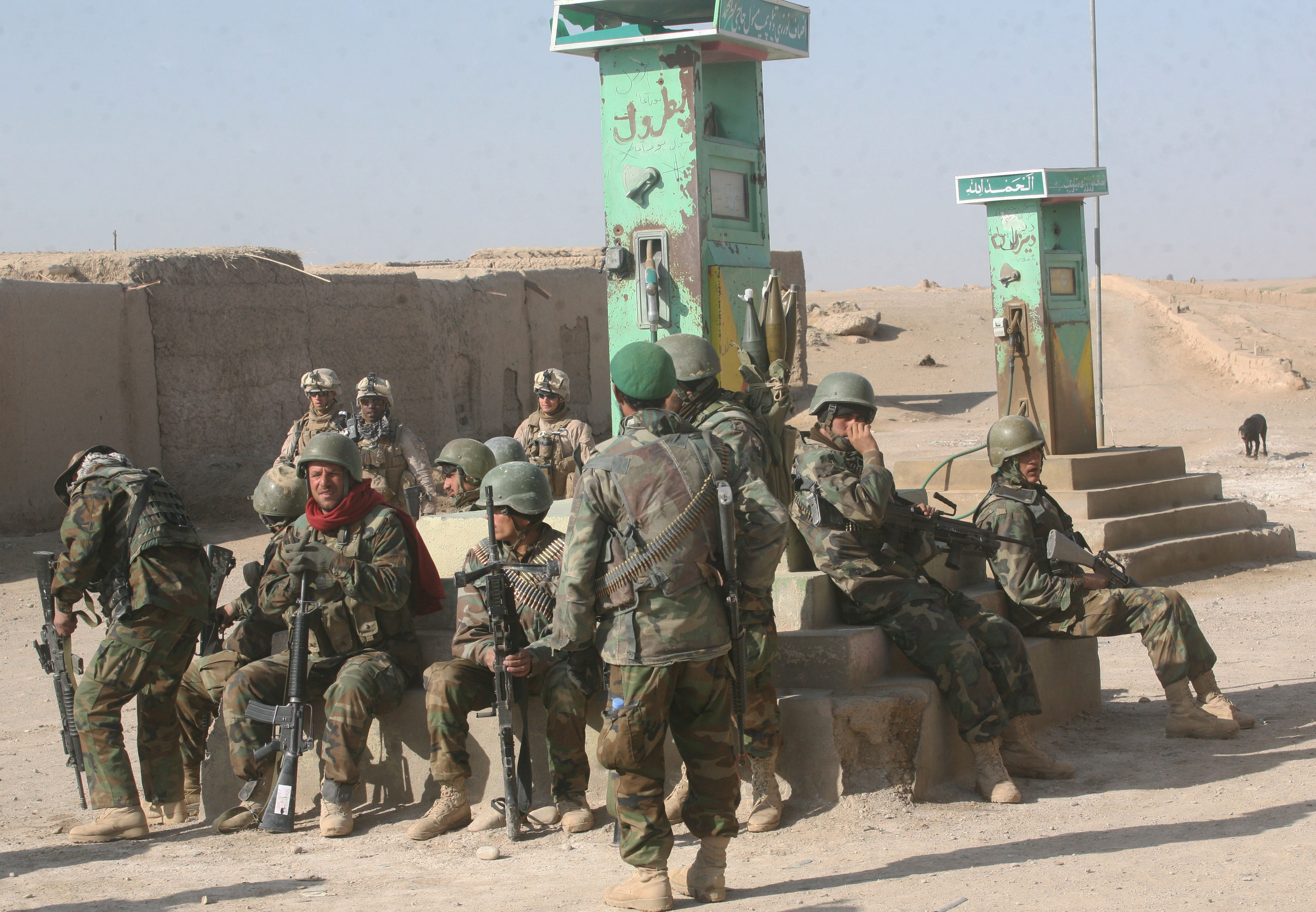
Afgańscy i amerykańscy wojskowi w Mardży

W nocy lotnictwo amerykańskie zbombardowało różne sektory miasta. W wyniku nalotów śmierć poniosło 12 talibów.
Stanley McChrystal poinformował rano, iż nad miastem Showal wywieszono afgańską flagę narodową. Wojska brytyjskie zabezpieczyły obszar o powierzchni 130 km² wokół Nad Ali. Natomiast Amerykanie spychali rebeliantów z pól okalających Mardżę.
Wojska amerykańskie przeprowadziły drugą próbę zdobycia bazaru w Mardży, ale tak jak 14 lutego nie przyniosła ona pożądanego skutku. Ostrzał trwał godzinę, ale marines zmuszeni byli wzywać samoloty Harrier. Walki trwały w dwóch obszarach miasta – w sektorze północnym i środkowym. W starciu życie stracił amerykański marines.
Podczas operacji 15 lutego w różnych incydentach lotniczych śmierć poniosło trzech cywili. NATO podało, że cywile zignorowali sygnały lotnictwa, co wskazywało, że mogą być to bojownicy.
Wojsko amerykańskie oszacowało, iż jedna czwarta z ok. 400 stawiających bezpośredni opór w mieście Mardża talibów zostało zabitych, a drugie tyle się poddało, bądź uciekło. Morale talibskich bojowników szybko spadały, a ponadto cywile odmawiali rebeliantom schronienia, co do tej pory w Helmand było zjawiskiem normalnym.

### 16 lutego
16 lutego opór ze strony talibskich rebeliantów był już sporadyczny. Podczas obrad starszyzny plemiennej w Nad Ali ogłoszono poparcie dla afgańskiego rządu Hamida Karzaja.
Podczas patrolu rozpoznawczego doszło do eksplozji bomby przydrożnej, w wyniku czego zginął amerykański żołnierz. To trzecia amerykańska strata podczas operacji.

### 17 lutego
17 lutego w Mardży wywieszono afgańską flagę. W uroczystości zawieszania zielono-czerwonej flagi państwowej na dachu budynku w centrum miasta brał udział gubernator prowincji, afgańscy żołnierze, amerykańscy marines i mieszkańcy miasta. Jednak wywieszenie flagi nie oznaczało całkowitego kontrolowania miejscowości. Żołnierze nie byli jeszcze wówczas w stanie opanować całości terytorium, ponieważ rebelianci zaminowali niektóre rejony Mardży. Ponadto talibowie, którzy stawiali minimalny opór wykorzystywali cywilów jako żywe tarcze. Ataki talibów były bardziej zintensyfikowane w po zmroku niż w dzień.
Talibscy snajperzy ostrzeliwujący sprzymierzonych z zasadzki zabili dwóch marines.
Wojska brytyjskie natrafiły na składowisko talibskich komponentów służących do produkowania bomb przydrożnych, po czym je skonfiskowano. Zabezpieczono też telefony komórkowe służące do detonacji min-pułapek, a także duże ilości opium. Brytyjczycy informowali, iż do niszczenia ładunków IED użyli po raz pierwszy czołgów inżynieryjnych Trojan i wyrzutni ładunków wydłużonych Python.
17 lutego okazało się, iż rząd, ani organizacje humanitarne nie zorganizują obozu dla uchodźców. Bezpośrednio przed rozpoczęciem i w czasie operacji tereny objęte działaniami militarnymi opuściło nieco ponad 10 tys. ludzi (1573 rodzin). Uchodźcy znaleźli schronienie w innych dystryktach prowincji Helmand.

### 18 lutego
18 lutego podano jednak, że walki w Mardży wybuchły ponownie, przy czym rebelianci użyli także moździerzy i przeprowadzili jeden zorganizowany, choć nieudany kontratak. Jednak w wyniku działalności talibskich snajperów zginęło aż czterech marines.
Czarny dzień dla aliantów trwał dalej. W wyniku eksplozji w Nahr-e-Saraj miny-pułapki zginął brytyjski wojskowy. Kilka godzin później w starciu z talibami w Nad Ali polegli kolejni dwaj Brytyjczycy. Od rozpoczęcia ofensywy w prowincji Helmand zginęło sześciu żołnierzy Wielkiej Brytanii, jednak trzy zgony były związane z działaniami operacji Musztarak.
Tego dnia wojskowi NATO wysunęli tezę, iż talibskim bojownikom zaczyna brakować amunicji do walki, dlatego opór stawał się coraz słabszy.

### Kolejne dni

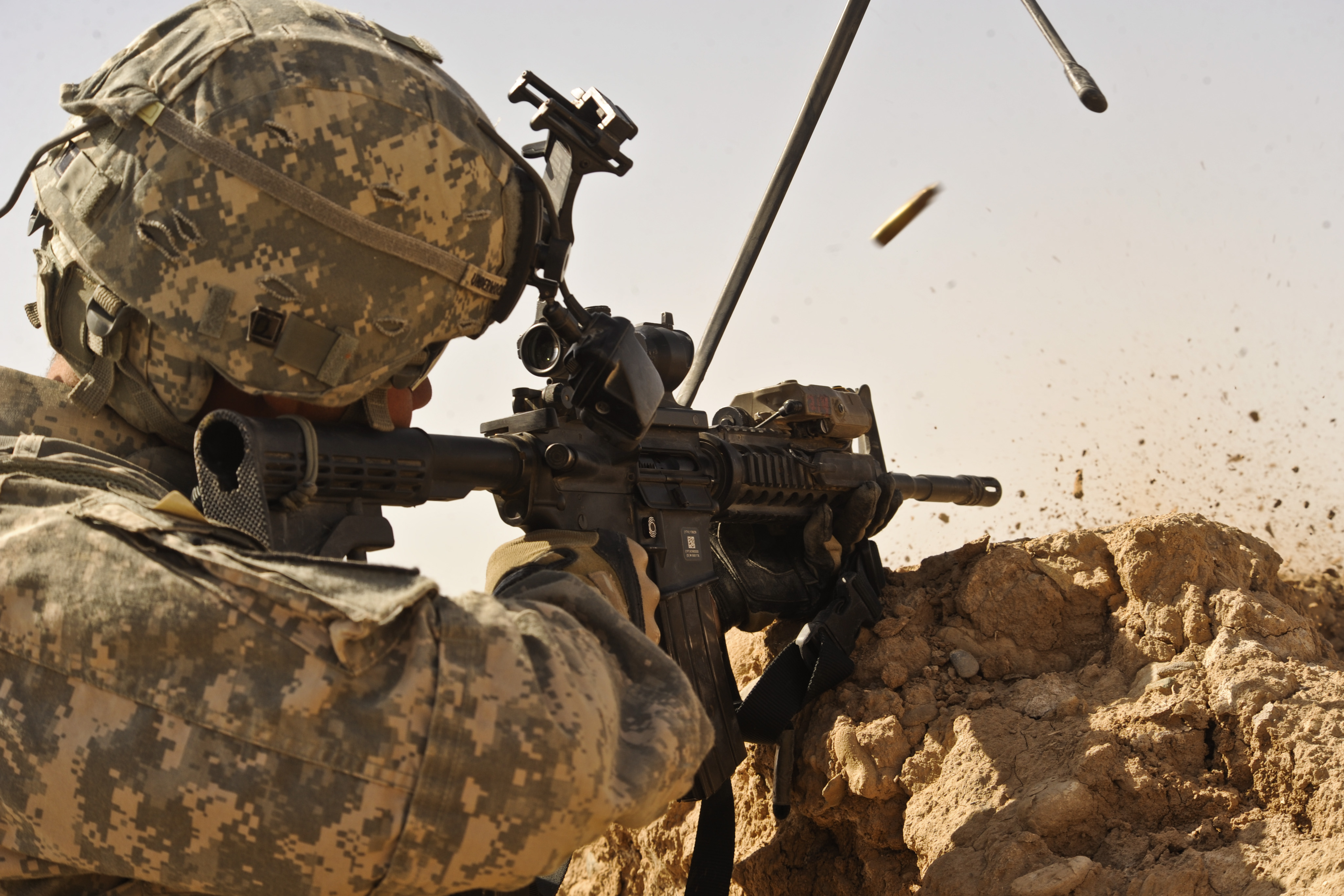
Żołnierz podczas wymiany ognia (19 lutego 2010)

19 lutego 24 żołnierzy za pomocą helikoptera wylądowało w Mardży w miejscu, gdzie koncentrował się ostrzał talibskich snajperów. W starciu z talibami zginęło dwóch marines. Jeden z zabitych kapral Gregory Sturltz był tysięczną amerykańską ofiarą od czasu interwencji w Afganistanie.
20 lutego w wyniku działań militarnych zginął kluczowy talibski dowódca mułła Amanullah. W wyniku wybuchu miny-pułapki zginął amerykański żołnierz.
21 lutego wpierane z powietrza oddziały marines i wojsko afgański zaatakowały talibów stawiających nadal opór w zachodniej części Mardży. Wojska sprzymierzone kontynuowały operację rozminowywania miasta. Zginęło wtedy trzech amerykańskich żołnierzy, w tym dwóch z powodu eksplozji min IED. Trwały również działania na drodze między Mardżą a Nad Ali mające na celu usunięcie bomb przydrożnych co dawało w efekcie swobodne przemieszczanie się wojsk.
22 lutego rozpoczęto zabezpieczanie mostów i dróg, które uległy zniszczeniu. Siły międzynarodowe spotykały już niewielki opór. Wykorzystując to niszczono bunkry i kryjówki talibów.
23 lutego doszło do eksplozji motocykla w Laszkargah. W wyniku terrorystycznej akcji odwetowej zginęło siedmiu cywilów, a 14 zostało rannych. Organizacje praw człowieka poinformowały, iż do 24 lutego w wyniku walk śmierć poniosło 28 cywilów. Wśród zabitych statystyki uwzględniły trzynaścioro dzieci. Około 70 osób odniosło obrażenia.
25 lutego w centrum Mardży została podczas oficjalnej ceremonii ponownie podniesiona afgańska flaga. Flagę wywiesił Mohammad Gulab Mangal, gubernator prowincji Helmand. Na uroczystości ochraniającej przez marines udział wzięło kilkaset mieszkańców miejscowości. Generał brygady Larry Nicholson, dowódcy amerykańskich marines, ogłosił iż to historyczny dzień.
26 lutego w wyniku eksplozji improwizowanego ładunku wybuchowego na pieszym patrolu w Nad Ali zginął brytyjski żołnierz.
W wyniku operacji śmierć poniosło 120 talibów.

## Skutki
7 marca z niezapowiedzianą wizyta do Mardży przybył prezydent Afganistanu Hamid Karzaj. Afgański prezydent wziął udział w spotkaniu starszyzny plemiennej. Prezydent powiedział, że operacja była słuszna. Na zgromadzeniu obecny był dowódca sił NATO Stanley McChrystal.
16 marca afgański Czerwony Półksiężyc (ARCS) ogłosił, iż podczas działań militarnych w Mardży zginęło 35 cywilów, 37 odniosło rany. Zniszczeniu uległo także 55 budynków. Wówczas w samej miejscowości nie było już talibów, ale życie cywilów nie powróciło jeszcze do normalności. Przed rozpoczęciem walk i podczas samej zakrojonej ofensywy obiecano mieszkańcom szybką pomoc, jednakże cywile skarżyli się, ze żadna znacząca pomoc jeszcze nie napłynęła.
24 marca afgańscy żołnierze zabili sześciu talibów, który podjęli atak na Mardżę.
Zgodnie z doniesieniami reporterskimi w Mardży, wybuchy min-pułapek, bądź ogień snajperski był notowany pod koniec marca średnio na dobę, był notowany po trzy, cztery razy. Oznaczało to, iż rebelianci straciwszy kontrole nad regionem nie złożyli broni. Marines poinformowali, że podczas pierwszego miesiąca operacji rozbrojono 120 bomb-pułapek domowej roboty.
W czerwcu 2010 w okolicy Mardży dochodziło niemal codziennie do wymiany ognia. Rebelianci zostali wyparci, osłabieni, jednak z biegiem czasu znów zaczęli podejmować ataki.
Pod koniec lipca w centralnej części prowincji Helamnd uruchomiono kolejną operację, pod kryptonimem Czarny Książę.

## Siły sprzymierzonych
W operacji Musztarak udział brało 15000 sprzymierzonych żołnierzy. Na siły te składają się:
- Pięć brygad wojsk afgańskich, zawierając narodową armię (ANA), policję, siły graniczne oraz afgańska żandarmeria.
- Wojska ISAF z regionu południowego, w skład których wchodzą żołnierze Stanów Zjednoczonych, Wielkiej Brytanii, Danii, Estonii, Kanady, Australii oraz Francji. Wojska te obejmują:
  - 1st Battalion, 3rd Marines (USA)
  - 1st Battalion, 6th Marines (USA)
  - 3rd Battalion, 6th Marines (USA)
  - 4th Battalion, 23rd IN Stryker (US)
  - Combat Engineer Battalion (US)
  - 2nd Light Armored Reconnaissance Battalion (Det-) (USA)
  - 1 Coldstream Guards Battle Group (GBR)
  - 1 Grenadier Guards Battle Group (GBR)
  - 1 Royal Welsh Battle Group (UK)
  - Helmand Provincial Reconstruction Team (GBR)
  - Operational Mentor and Liaison Team (GBR)
  - Task Force Pegasus
  - Task Force Kandahar

## Straty sprzymierzonych
W wyniku działań militarnych operacji Musztarak zginęło 15 amerykańskich marines oraz 4 żołnierzy brytyjskich.

### United States Marine CorpsiBritish Army
- Polegli żołnierze:[9]

| Data      | Żołnierz           | Stopień           | Narodowość        | Przyczyna zgonu | Dodatkowy przypis |
| --------- | ------------------ | ----------------- | ----------------- | --------------- | ----------------- |
| 13 lutego | Jacob Turbet       | Corporal          | Stany Zjednoczone | Wymiana ognia   | [ 24 ]            |
| 13 lutego | Dave Greenhalgh    | Corporal          | Wielka Brytania   | Wybuch IED      | [ 26 ]            |
| 15 lutego | Jason Estopinal    | Private 1st Class | Stany Zjednoczone | Wymiana ognia   | [ 38 ]            |
| 16 lutego | Piere Noah         | Lance Corporal    | Stany Zjednoczone | Wybuch IED      | [ 76 ]            |
| 17 lutego | Eric Currier       | Private 1st Class | Stany Zjednoczone | Wymiana ognia   | [ 44 ]            |
| 17 lutego | Alejandro Yazzie   | Lance Corporal    | Stany Zjednoczone | Wymiana ognia   | [ 45 ]            |
| 18 lutego | Larry Johnson      | Lance Corporal    | Stany Zjednoczone | Wymiana ognia   | [ 50 ]            |
| 18 lutego | Kyle Coutu         | Private 1st Class | Stany Zjednoczone | Wymiana ognia   | [ 51 ]            |
| 18 lutego | Jeremy McQueary    | Sergeant          | Stany Zjednoczone | Wymiana ognia   | [ 52 ]            |
| 18 lutego | Kielin Dunn        | Lance Corporal    | Stany Zjednoczone | Wymiana ognia   | [ 53 ]            |
| 18 lutego | David Walker       | Lance Sergeant    | Wielka Brytania   | Wymiana ognia   | [ 57 ]            |
| 18 lutego | Douglas Dalzell    | Lieutenant        | Wielka Brytania   | Wybuch IED      | [ 55 ]            |
| 19 lutego | Joshua Birchfield  | Lance Corporal    | Stany Zjednoczone | Wymiana ognia   | [ 60 ]            |
| 19 lutego | Gregory Stultz     | Corporal          | Stany Zjednoczone | Wymiana ognia   | [ 61 ]            |
| 20 lutego | Christopher Eckard | Staff Sergeant    | Stany Zjednoczone | Wybuch IED      | [ 62 ]            |
| 21 lutego | Adam Peak          | Lance Corporal    | Stany Zjednoczone | Wymiana ognia   | [ 64 ]            |
| 21 lutego | Eric Ward          | Lance Corporal    | Stany Zjednoczone | Wybuch IED      | [ 65 ]            |
| 21 lutego | Matthias Hanson    | Lance Corporal    | Stany Zjednoczone | Wybuch IED      | [ 77 ]            |
| 26 lutego | Paul Fox           | Sergeant          | Wielka Brytania   | Wybuch IED      | [ 70 ]            |